# Bob-Weltmeisterschaft 1957
Die 16. Bob-Weltmeisterschaft wurde am 2. und 3. Februar im Zweierbob und am 9. und 10. Februar 1957 im Viererbob nach der Absage von Oslo zum dritten Mal komplett auf der olympischen Bobbahn von 1928 und 1948, dem Olympia Bob Run St. Moritz–Celerina im schweizerischen Bobsportmekka St. Moritz ausgetragen.

## Konstellation
Nach dem erfolgreichen Debüt des Podar-Bobs bei den Weltmeisterschaften 1954 in St. Moritz war die neue Bobnation Italien auch bei den Olympischen Winterspielen 1956 im einheimischen Cortina d’Ampezzo höchst erfolgreich. Drei von sechs Medaillen gingen an die Gastgeber, überdies ging der Stern von Eugenio Monti auf, der zwei Silbermedaillen in Cortina gewann. Andererseits konnten die Schweizer Altmeister nochmals einen Erfolg vermelden, Franz Kapus wurde am Ende seiner Karriere Olympiasieger im Viererbob und trat danach vom Leistungssport zurück. Der andere Routinier, Fritz Feierabend, hatte krankheitsbedingt auf Olympia verzichten müssen und wurde durch Max Angst vertreten. Allerdings wollte Feierabend so vom Sport nicht zurücktreten. Für die WM wurde er erneut nominiert und stieg auch ins Training ein. Nach den ersten Fahrten meldete er sich allerdings für den Zweierbob-Wettbewerb ab, da er offensichtlich mit den besten Zweierbob-Besatzungen nicht mithalten konnte. Er konzentrierte sich stattdessen voll auf den großen Schlitten. Mit Spanien war bei Olympia eine neue Bobnation erstmals richtig in Erscheinung getreten, Alfonso de Portago gelang mit Platz vier im Zweierbob ein Achtungserfolg.
Querelen um den Austragungsort
Zunächst vergab die FIBT auf ihrem Kongress am 3. Februar 1956 während er Olympischen Winterspiele in Cortina die Austragung der nächsten drei Bob-Weltmeisterschaften für 1957 nach Oslo, 1958 nach Garmisch und 1959 nach St. Moritz. Knapp einen Monat später musste jedoch der norwegische Bobverband die Austragung zurückgeben. Der Osloer Stadtrat hatte beschlossen, den Austragungsort der Olympischen Bobwettbewerbe von 1952 noch vor der Austragung der WM abzureißen. Daraufhin erklärte sich St. Moritz bereit, die Austragung der WM 1957 zu übernehmen.

## Zweierbob
Ein heftiger Föhneinbruch führte am Freitag, dem 1. Februar im Gebiet um St. Moritz zu steigenden Temperaturen. Daraufhin wurde der Wettbewerb nach einem sehr kurzfristigen Beschluss der Jury am 2. Februar auf den Vormittag gelegt, so dass zumindest der erste Lauf beim Start um 10.30 unter halbwegs regulären Bedingungen stattfand. Im zweiten Lauf waren die Bobs auf der immer weicher werdenden Bahn sichtlich langsam er und es gab durch einige Piloten Kritik, die von irregulären Bedingungen sprachen, zeigte doch das Thermometer am Ziel in Celerina über +10 °C an. Nach dem ersten Wettkampftag führte der Bob des Italieners Eugenio Monti knapp eine Sekunde vor dem Spanier de Portago. Nur wenige Hundertstel dahinter lag der Amerikaner Tyler, der wiederum fast eine Sekunde Vorsprung vor den italienischen Olympiasiegern Dalla Costa/Conti hatte. Im dritten Lauf war der Spanier de Portago der große Verlierer. Mit der nur sechstbesten Laufzeit fiel er auf den dritten Platz zurück und hatte nur noch 38 Hundertstel Vorsprung vor dem Schweizer Bob von Hans Zoller. Diesem wurde aber im letzten Lauf eine hohe Startnummer zugelost. Da die Bahn sich aber vor allem im unteren Bereich unter der fortschreitenden Mittagssonne immer mehr auflöste, gelang Zoller im letzten Lauf nur die elftbeste Zeit. Somit konnte de Portago die Bronzemedaille für sein Land noch sichern, es blieb seither (Stand 2023) die einzige WM-Medaille für Spanien. Letztlich gewann das Duo Monti/Alvera mit jeweils Laufbestzeit überlegen seinen ersten Weltmeistertitel im Zweierbob. Arthur Tyler bewies mit der Silbermedaille, seiner ersten WM-Medaille, dass sein selbst konstruierter Bob mit der Konkurrenz mithalten konnte. Die Olympiasieger Dalla Costa/Conti kamen mit der Bahn in St. Moritz nicht so zurecht, während der Schweizer Hans Zoller mit dem fünften Platz zeigte, das es auch nach Fritz Feierabend und Franz Kapus konkurrenzfähige Bobletfahrer aus der Schweiz geben würde. Für den 52er Olympiasieger Andreas Ostler war es die letzte WM-Teilnahme, die er mit einem achten Platz beendete.
| Platz | Land   | Sportler                                | 1. Lauf | 2. Lauf | 1. Tag  | 3. Lauf | 4. Lauf | Gesamt  |
| ----- | ------ | --------------------------------------- | ------- | ------- | ------- | ------- | ------- | ------- |
| 1     | ITA II | Eugenio Monti Renzo Alverà              | 1:19,45 | 1:20,22 | 2:39,67 | 1:18,88 | 1:19,39 | 5:17,94 |
| 2     | USA I  | Arthur Tyler Thomas Butler              | 1:20,19 | 1:20,51 | 2:40,70 | 1:19,39 | 1:19,42 | 5:19,51 |
| 3     | ESP    | Alfonso de Portago Luis Muñoz           | 1:19,80 | 1:20,83 | 2:40,63 | 1:20,54 | 1:19,53 | 5:20,70 |
| 4     | ITA I  | Lamberto Dalla Costa Giacomo Conti      | 1:20,46 | 1:22,09 | 2:42,55 | 1:19,66 | 1:20,10 | 5:22,31 |
| 5     | SUI I  | Hans Zoller Hans Theler                 | 1:20,74 | 1:20,90 | 2:41,64 | 1:19,91 | 1:22,41 | 5:23,96 |
| 6     | GBR I  | Keith Schellenberg Christopher Williams | 1:20,71 | 1:21,86 | 2:42,57 | 1:21,42 | 1:20,54 | 5:24,53 |
| 7     | POL I  | Stefan Ciapala Josef Zsymanski          | 1:21,74 | 1:21,78 | 2:43,52 | 1:20,57 | 1:20,87 | 5:24,96 |
| 8     | FRG II | Andreas Ostler Michael Pössinger        | 1:21,38 | 1:22,23 | 2:43,61 | 1:21,13 | 1:20,25 | 5:24,98 |
| 9     | SUI II | Dody Gartmann Alfred Lienhard           | 1:20,96 | 1:23,73 | 2:44,69 | 1:20,42 | 1:20,42 | 5:25,53 |
| 10    | USA II | Maurice D. Severino John Camden         | 1:21,51 | 1:22,94 | 2:44,45 | 1:21,86 | 1:21,56 | 5:27,87 |
| 11    | FRG I  | Hans Rösch Reimer                       | 1:22,03 | 1:22,49 | 2:44,52 | 1:21,23 | 1:23,27 | 5:29,02 |
| 12    | BEL I  | ?                                       | 1:21,71 | 1:24,40 | 2:46,11 | 1:21,50 | 1:22,81 | 5:30,42 |
| 13    | AUT I  | ?                                       |         |         |         | 1:22,60 | 1:21,93 | 5:31,17 |
| 14    | SWE    | ?                                       |         |         |         | 1:21,61 | 1:23,51 | 5:31,38 |
| 15    | GBR II | ?                                       |         | 1:22,47 |         | 1:22,36 | 1:23,41 | 5:33,34 |
| 16    | FRA    | ?                                       |         |         |         | 1:23,15 | 1:23,55 |         |
| 17    | AUT II | ?                                       |         |         |         | 1:23,40 | 1:23,25 | 5:35,10 |
| 18    | ESP II | ?                                       |         |         |         | 1:23,47 | 1:23,04 | 5:35,93 |
| 19    | POL II | ?                                       |         |         |         | 1:25,46 | 1:24,03 | 5:40,73 |
| 20    | BEL II | ?                                       |         |         |         | 1:26,63 | 1:29,37 | 5:53,71 |

## Viererbob
Im Vorfeld der Viererbob-Entscheidung zeigte sich einmal mehr, das die italienischen Podar-Bobs auf dem Vormarsch waren. Zwar waren bei den großen Schlitten noch weitaus mehr Feierabend-Bobs am Start, aber bereits bei Olympia hatte Eugenio Monti mit einem Podar-Bobs nunmehr auch bei den Viererbobs mit Silber die Konkurrenzfähigkeit bewiesen. Dieses Bild zeigte sich auch im WM-Training, wo die italienischen Bobs von Monti und de Martin, aber auch der Spanier de Portago sehr gute Zeiten fuhren. Einen spektakulären Anstrich bekam hingegen der Einsatz des Podar-Bobs in den internen Schweizer Ausscheidungsrennen. Die Teams von Altmeister Fritz Feierabend, Max Angst, immerhin Bronzemedaillengewinner von Cortina und Hans Zoller stritten sich um zwei Startplätze. Nach einem eher mäßigen ersten Trainingstag wechselte Zoller von einem Feierabend- auf einen Podar-Bob und war fortan der schnellste der drei Schweizer Bobs. Max Angst hatte letztlich das Nachsehen. Dass die schnellen Zeiten von Zoller kein Zufall waren, zeigte schon der erste WM-Lauf. Nur 24 Hundertstel hinter dem Amerikaner Tyler fuhr Zoller mit seinem Bremser aus dem Zweierbob Hans Theler und den frischgebackenen Junioren-Europameistern Rolf Küderli und Heinz Leu die zweitbeste Laufzeit. Dahinter lag etwas überraschend der Bob von Hans Rösch, danach mit nur wenigem Abstand der Bob von Eugenio Monti. Im zweiten Lauf fuhr Zoller Bestzeit, während Tyler über anderthalb Sekunden auf den Schweizer verlor. So führte nach dem ersten Wettkampftag die erst neu zusammengestellte Bob-Mannschaft von Hans Zoller mit 1,40 Sekunden Vorsprung vor Tyler. Dahinter entbrannte aber ein spannender Kampf um die Silbermedaille, denn die Italiener de Martin und Monti lagen nur knapp hinter dem Bob von Tyler. Aber auch der Spanier de Portago und Hans Rösch hatten noch realistische Medaillenchancen.
Am zweiten Wettkampftag gaben zunächst die Italiener den Ton an. Dino de Martin fuhr Laufbestzeit, dahinter lagen Monti und Zoller. Allerdings verlor der Schweizer nur wenige Zehntel an die Italiener, konnte wiederum Tyler noch 3 Zehntel abnehmen. Für den Spanier de Portago endete der dritte Lauf tragisch. Sein Bob durchbrach im Ziel eine Begrenzung, so dass sich ein Crew-Mitglied einen Arm brach. Daraufhin gaben die Spanier auf. Vor dem letzten Lauf lag nun Zoller mit über einer Sekunde Vorsprung vor de Martin auf dem ersten Platz. Rang drei belegte der Bob von Monti vor dem Bob von Arthur Tyler. Im vierten Lauf fuhr Hans Zoller mit seiner Crew die beste Zeit des ganzen Wettbewerbs und sicherte sich so überraschend den Weltmeistertitel. Eugenio Montis Bob war nur eine Hundertstel langsamer, dies reichte letztendlich für Silber, da sein Nationalmannschaftskollege de Martin fast eine Sekunde langsamer war. Da Arthur Tyler gleichzeitig auch eine schnelle Fahrt ins Tal brachte, rutschte de Martin sogar noch aus den Medaillenrängen und die Crew von Arthur Tyler konnte die Bronzemedaille bejubeln.
| Platz | Land   | Sportler                                                        | 1. Lauf | 2. Lauf | 1. Tag  | 3. Lauf | 4. Lauf | Gesamt  |
| ----- | ------ | --------------------------------------------------------------- | ------- | ------- | ------- | ------- | ------- | ------- |
| 1     | SUI I  | Hans Zoller, Hans Theler, Rolf Küderli, Heinz Leu               | 1:18,09 | 1:18,38 | 2:36,47 | 1:17,64 | 1:17,34 | 5:11,45 |
| 2     | ITA II | Eugenio Monti, Ferdinando Piani, Lino Pierdica, Renzo Alverà    | 1:18,39 | 1:19,58 | 2:37,97 | 1:17,61 | 1:17,35 | 5:12,39 |
| 3     | USA I  | Arthur Tyler, John Cole, Robert Hagemes, Thomas Butler          | 1:17,85 | 1:20,02 | 2:37,87 | 1:17,98 | 1:17,49 | 5:13,34 |
| 4     | ITA I  | Dino de Martin                                                  | 1:19,20 | 1:18,70 | 2:37,90 | 1:17,33 | 1:18,32 | 5:13,55 |
| 5     | FRG I  | Hans Rösch, Alfred Hammer, Sylvester Wackerle, Reimer           | 1:18,30 | 1:20,24 | 2:38,54 | 1:18,20 | 1:18,99 | 5:14,83 |
| 6     | USA II | Maurice R. Severino                                             | 1:19,07 | 1:20,02 | 2:39,09 |         |         | 5:15,99 |
| 7     | SUI II | Fritz Feierabend, Gottfried Diener Harry Warburton, Rolf Gerber | 1:18,76 | 1:20,66 | 2:39,42 |         |         | 5:17,45 |
| 8     | FRG II | Franz Schelle, Jakob Nirschl Hans Henn, Otto Göbl               | 1:19,16 | 1:21,01 | 2:40,17 | 1:18,73 | 1:19,51 | 5:19,01 |
| 9     | GBR II | Moore                                                           | 1:21,36 | 1:21,05 | 2:42,41 |         |         | 5:21,05 |
| 10    | AUT II | Karl Wagner                                                     | 1:20,22 | 1:20,98 | 2:41,20 |         |         | 5:21,34 |
| 11    | GBR I  | Keith Schellenberg                                              | 1:20,22 | 1:21,13 | 2:41,35 |         |         | 5:21,53 |
| 12    | AUT I  | Kurt Loserth                                                    | 1:20,91 | 1:21,32 | 2:42,23 |         |         | 5:22,35 |
| 13    | SWE    | Gunnar Ahs                                                      | 1:21,75 | 1:21,90 | 2:43,65 |         |         | 5:23,81 |
| 14    | POL    | Stefan Ciapała                                                  | 1:20,82 | 1:22,13 | 2:42,95 |         |         | 5:24,20 |
|       | ESP    | Alfonso de Portago                                              | 1:18,60 | 1:19,46 | 2:38,36 | ?       | DNS     | DNS     |

## Medaillenspiegel
| Platz | Land               | Gold | Silber | Bronze | Gesamt |
| ----- | ------------------ | ---- | ------ | ------ | ------ |
| 1     | Italien            | 1    | 1      | 0      | 2      |
| 2     | Schweiz            | 1    | 0      | 0      | 1      |
| 3     | Vereinigte Staaten | 0    | 1      | 1      | 2      |
| 4     | Spanien            | 0    | 0      | 1      | 1      |